# Brunettia immodesta
Brunettia immodesta är en tvåvingeart som beskrevs av Duckhouse 1991. Brunettia immodesta ingår i släktet Brunettia och familjen fjärilsmyggor. Inga underarter finns listade i Catalogue of Life.